# Unedited
Unedited  es una caja recopilatoria de lujo y de edición limitada de la banda británica Editors lanzada el 28 de marzo de 2011. Se compone de los tres álbumes lanzados hasta la fecha (The Back Room, An End Has a Start y In This Light and on This Evening), rarezas y caras B.
En la reserva de la caja antes de su lanzamiento, las primeras 200 copias recibieron una carta escrita a mano con las letras de Tom Smith. Además, cada persona que la realizó antes del 16 de diciembre de 2010, su nombre aparece en el libro como "créditos especiales".

## Lista de canciones
Para ver el contenido de los álbumes:
- The Back Room
- An End Has a Start
- In This Light and on This Evening

Todas las canciones escritas y compuestas por Editors. 
| You Are Fading I |                                                       |          |  |
| N.º              | Título                                                | Duración |  |
| 1.               | «No Sound But the Wind (Full Band Version)» (Inédita) |          |  |
| 2.               | «Last Day»                                            |          |  |
| 3.               | «Heads In Bags»                                       |          |  |
| 4.               | «Find Yourself A Safe Place»                          |          |  |
| 5.               | «Let Your Good Heart Lead You Home»                   |          |  |
| 6.               | «An Eye For An Eye»                                   |          |  |
| 7.               | «Disappear»                                           |          |  |
| 8.               | «Crawl Down The Wall»                                 |          |  |
| 9.               | «For The Money»                                       |          |  |

| You Are Fading II |                                |          |  |
| N.º               | Título                         | Duración |  |
| 1.                | «Every Little Piece» (Inédita) |          |  |
| 2.                | «Open Up»                      |          |  |
| 3.                | «Some Kind Of Spark»           |          |  |
| 4.                | «Release»                      |          |  |
| 5.                | «Banging Heads»                |          |  |
| 6.                | «Come Share The View»          |          |  |
| 7.                | «The Diplomat»                 |          |  |
| 8.                | «Dust In The Sunlight»         |          |  |

| You Are Fading III |                                              |          |  |
| N.º                | Título                                       | Duración |  |
| 1.                 | «This House Is Full Of Noise»                |          |  |
| 2.                 | «Camera (Original Demo)»                     |          |  |
| 3.                 | «From The Outside»                           |          |  |
| 4.                 | «Bullets (Single Version)»                   |          |  |
| 5.                 | «Time To Slow Down»                          |          |  |
| 6.                 | «A Thousand Pieces (Instrumental)» (Inédita) |          |  |
| 7.                 | «I Buried The Devil»                         |          |  |
| 8.                 | «Alone»                                      |          |  |
| 9.                 | «A Life As A Ghost»                          |          |  |
| 10.                | «The Picture»                                |          |  |

| You Are Fading IV |                                                            |          |  |
| N.º               | Título                                                     | Duración |  |
| 1.                | «Colours»                                                  |          |  |
| 2.                | «I Want A Forest»                                          |          |  |
| 3.                | «Thousands Of Lovers»                                      |          |  |
| 4.                | «Forest Fire»                                              |          |  |
| 5.                | «Human»                                                    |          |  |
| 6.                | «No Sound But The Wind (Live at Rock Werchter 2010)»       |          |  |
| 7.                | «You Are Fading»                                           |          |  |
| 8.                | «These Streets Are Still Home To Me (Version 1)» (Inédita) |          |  |